# Herb wspólnoty autonomicznej Walencji

Herb Walencji

Herb wspólnoty autonomicznej Walencji przedstawia na  ukośnie położonej tarczy w polu złotym cztery pręgi czerwone. Na tarczy stalowy hełm kubłowy z błękitną (podbitą czerwono) chustą ze srebrnym krzyżykiem. W klejnocie korona z  której wyrasta połowa złotego smoka.
Jest to herb Aragonii z czasów króla Piotra IV Aragońskiego (1319-1387) zwanego Ceremonialnym.
Jako herb wspólnoty autonomicznej Kraj Walencki przyjęty został 4 grudnia 1984 roku.